# 船戸博史
船戸博史（ふなと ひろし）は、日本のコントラバス奏者。関西を拠点に、ジャズ、即興音楽、実験音楽、フォークなど幅広いジャンルで活動している。SIGHTS、ふちがみとふなと、LOW FISH、コンポステラなど多数のユニットに参加し、ソロ名義のリーダー作品も手がけている。

## 経歴
関西拠点でライブ・録音活動を続け、2004年に初リーダー作『LOW FISH』（OFF NOTE ON‑54）を発表。また、即興トリオSIGHTSのメンバーとして『El Sur』（DNA／ACT‑1, 後にCD化）をリリースしている。

## 音楽性
即興性と身体性を重視し、瞬間的な偶発音や空間性を積極的に取り入れる演奏スタイルで知られる。アルバム『LOW FISH』の紹介では、アート・アンサンブル・オブ・シカゴを想起させる「フリーの質感と心地よいメロディが同居する」作風が評価されている。

## ユニット活動
- SIGHTS – トロンボーン：大原裕、ドラムス：芳垣安洋と即興トリオとして活動。
- ふちがみとふなと – ヴォーカル渕上純子とのデュオ。
- LOW FISH – 中尾勘二、関島岳郎とのトリオ。
- その他、コンポステラ など。

## 作品

### リーダー・アルバム
- LOW FISH（OFF NOTE ON‑54, 2004年） – 中尾勘二、関島岳郎との録音。自由即興と構築性の融合が評価されている[1]。

### 参加作品
- El Sur（SIGHTS, DNA/ACT‑1, 2001年） – カセットとしてリリースされた後、OFF NOTEよりCD化。大阪即興シーンの記録として評価される[2]